# لاشلو پولگار

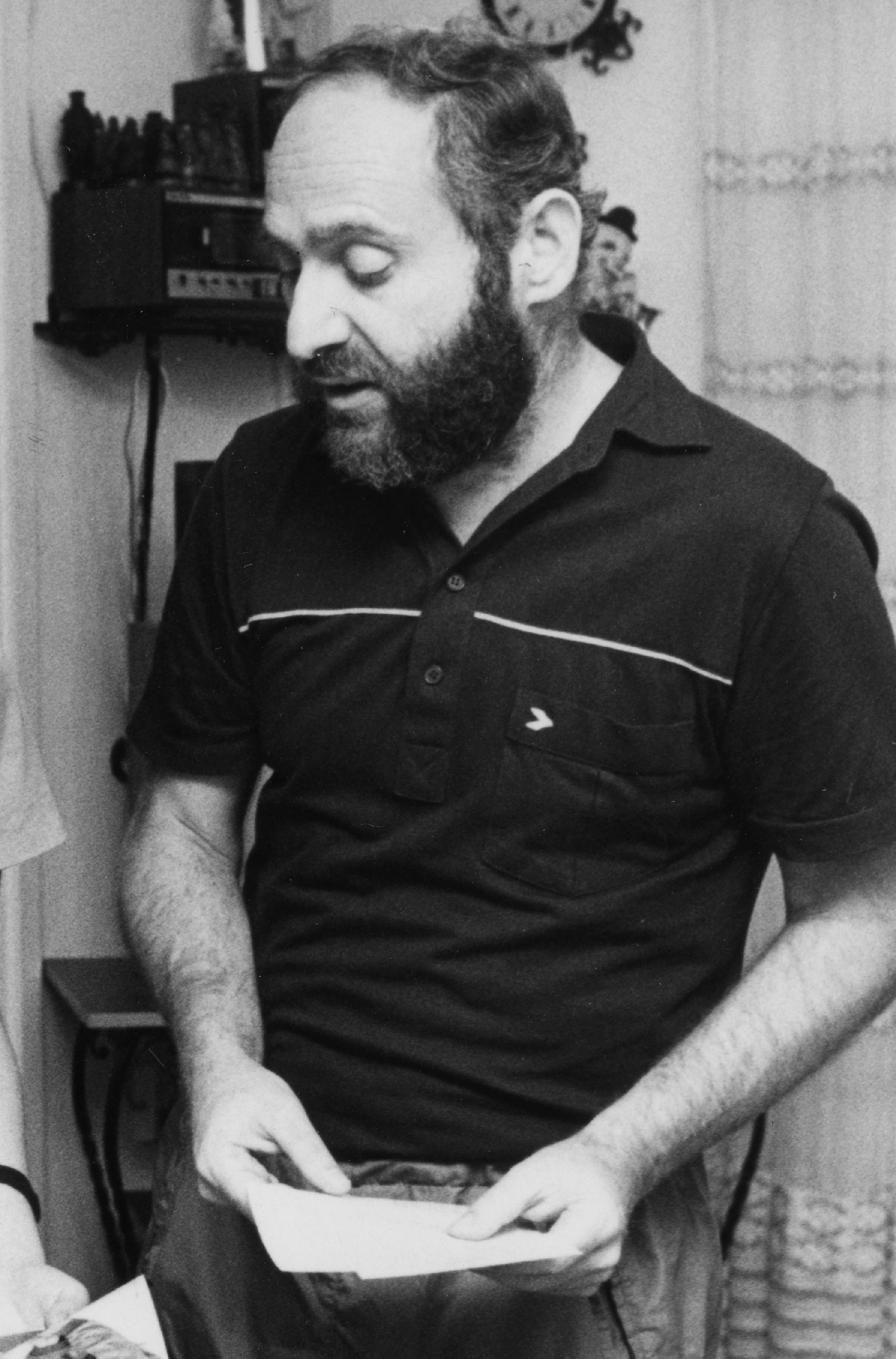
لاشلو پولگار در سال ۱۹۸۹

لاشلو پولگار (به مجاری: László Polgár) زادهٔ ۱۱ مهٔ ۱۹۴۶ در شهر جنجوش مجارستان، معلم شطرنج و روان‌شناس تربیتی، پدر سوزان پولگار و جودیت پولگار، قهرمانان جهانی شطرنج است.
وی دارای تألیفات چندی در مورد شطرنج نیز هست. لاشلو پولگار برای اثبات نظر خود در مورد این‌که نبوغ آموختنی است، نه مادرزادی، هیچ‌یک از سه دخترش را به مدرسه نفرستاد و خودش معلم آنها بود و آموزش شطرنج را به این‌خاطر انتخاب کرد که نتایج کار را می‌شد توسط مسابقات بین‌المللی اندازه‌گیری کرد. کل خانوادهٔ پولگار، اسپرانتیست هستند و نقش کمک‌آموزشی زبان اسپرانتو در تعلیم و تربیت موفقیت‌آمیز او - به‌خاطر ساختار بسیار منطقی زبان اسپرانتو - انکارناپذیر است.
پولگار هنگامی که در شوروی سابق بود با کلارا ازدواج کرد و برای زندگی مشترک به‌زودی به مجارستان آمدند، جائی که هر سه‌دخترشان به‌دنیا آمدند. علاوه بر زبان فراساختهی اسپرانتو و شطرنج، پولگار ریاضیات در سطح بالا و زبان‌های آلمانی، روسی و انگلیسی را نیز به فرزندان خود آموخت.
لاشلو طرفدار سرسخت تلاش و کوشش فردی بود و اصلاً به استعداد ذاتی باور نداشت. او مدعی بود که کودک می تواند با تلاش و تمرین حساب شده و رشد عادتهای خوب، در هز زمینه ای به یک نابغه تبدیل شود. او این نظریه را بر روی روش تربیتی سه دختر خود آزمود و با آموزش های برنامه ریزی شده شطرنج، هر کدام از آنان را به قهرمانان بزرگ شطرنج تبدیل کرد.